# فرودگاه داج‌کاونتی
فرودگاه داج‌کاونتی (به انگلیسی: Dodge County Airport) یک فرودگاه همگانی عملیاتی با کد یاتا UNU است که یک باند فرود آسفالت دارد و طول باند آن ۱۵۴۲ متر است. این فرودگاه در شهر جونوا، ویسکانسین کشور ایالات متحده آمریکا قرار دارد و در ارتفاع ۲۸۴٫۷ متری از سطح دریا واقع شده‌است.